# 欅平駅

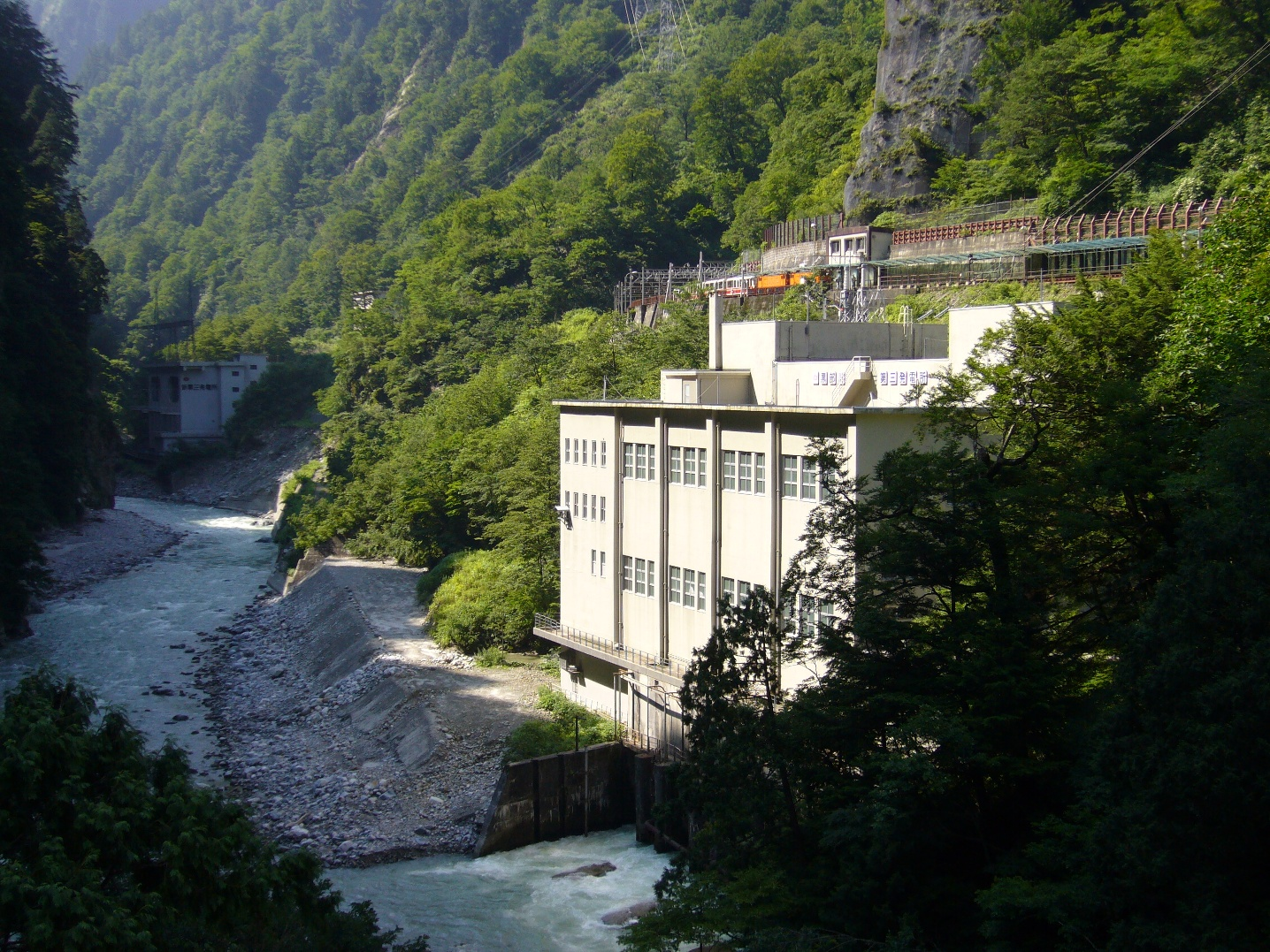
欅平駅ホームの南側に停車する列車と黒部川第三発電所。黒部川の上流には新黒部川第三発電所も見える。奥鐘橋からの展望。

欅平駅（けやきだいらえき）は、富山県黒部市宇奈月町黒部にある、黒部峡谷鉄道本線の駅で同線の終着駅である。標高599m。普通鉄道としては富山県の最東端に位置する駅である。

## 歴史
- 1937年（昭和12年）7月1日 - 日本電力の専用鉄道として小黒部駅（現存せず） - 当駅間が開業[6][7]。
- 1953年（昭和28年）11月16日 - 関西電力が地方鉄道法に基づく旅客営業を開始[6]。当駅が開業[1][2]。
- 1971年（昭和46年）
  - 5月4日 - 黒部峡谷鉄道が設立[7][8][9]、同社の駅となる。
  - 7月1日 - 黒部峡谷鉄道が運行を開始[6]。

## 駅構造
ホームは非常に長く、2本の列車が同時に停車できる。同時にホームに停車したそれぞれの列車が同時に機関車の付け替えをできる配線となっている。当駅からは黒部川第三発電所へ向かう関西電力の専用線が通っている（一般乗車不可）。駅舎はホームの北端にあり、階段を上がったところに改札がある。駅舎の1階には出札口や売店があり、2階にはレストランがある。屋上は展望台となっている。トイレは駅舎を外に出た所とホームの途中に設置されている。
一般旅客営業は当駅が終点であるが、「関西電力黒部専用鉄道」として軌道は先へ続いている。トンネルを500mほど進んでスイッチバックした所にはこの駅の構内扱いの通称欅平下部駅がある。そこから高低差約200 mの竪坑エレベーター（貨車や客車も1両輸送可能）によって上部軌道の欅平上部駅とを結び、「上部軌道」の小型トロッコを介して黒部川第四発電所に至る。この関西電力黒部専用鉄道は原則として同社社員など関係者以外は乗車できないが、関西電力が主催し富山県が協賛する「黒部ルート見学会」に応募し、当選すれば乗車できる。なおこの黒部ルートは、2024年度を目処に一般開放される予定となっていたが、2024年1月1日に発生した能登半島地震により、本線上の鐘釣橋に被害が出たため、一般開放の時期が未定状態となっている。

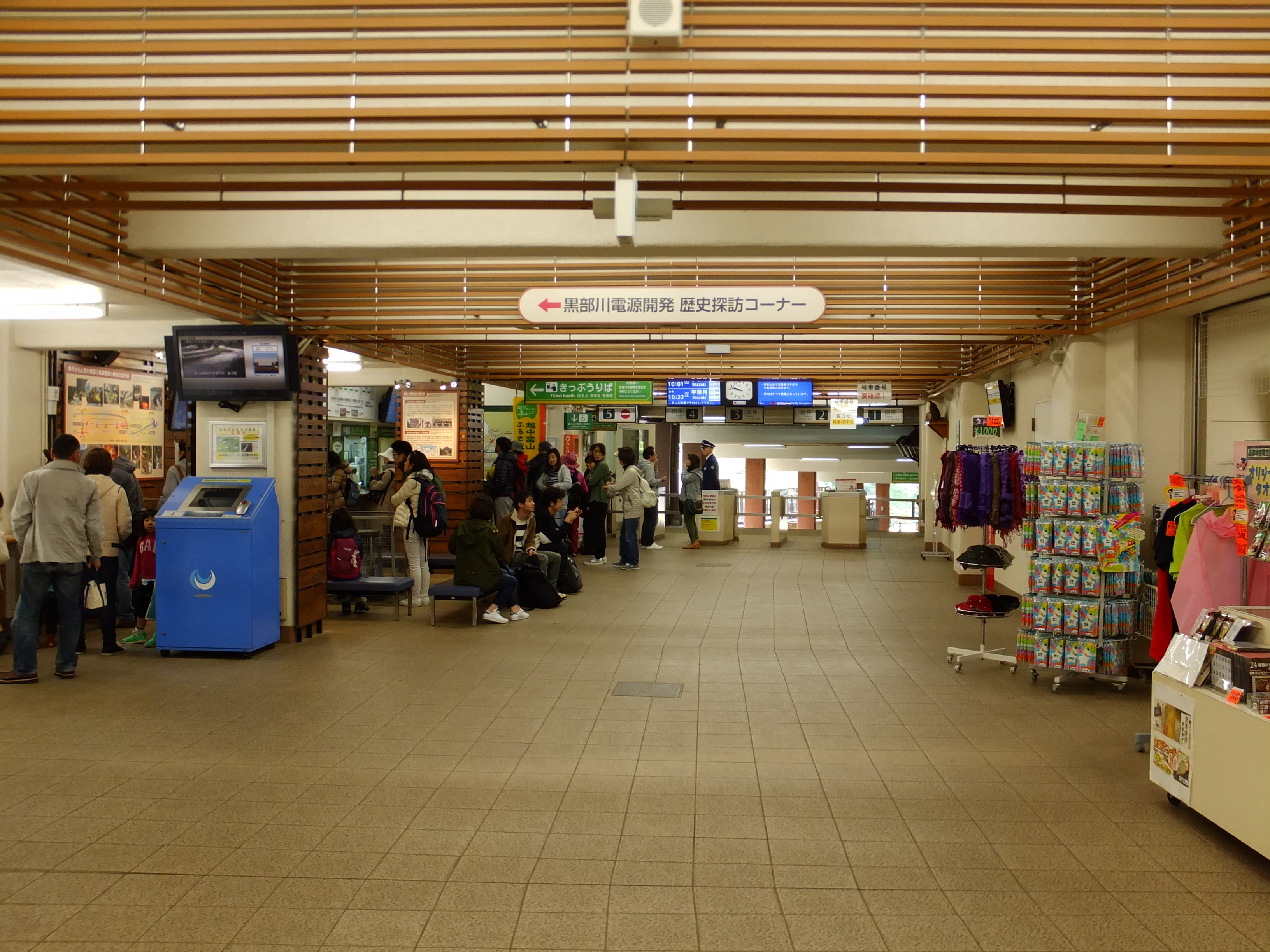
駅コンコースと改札口 （2018年5月）
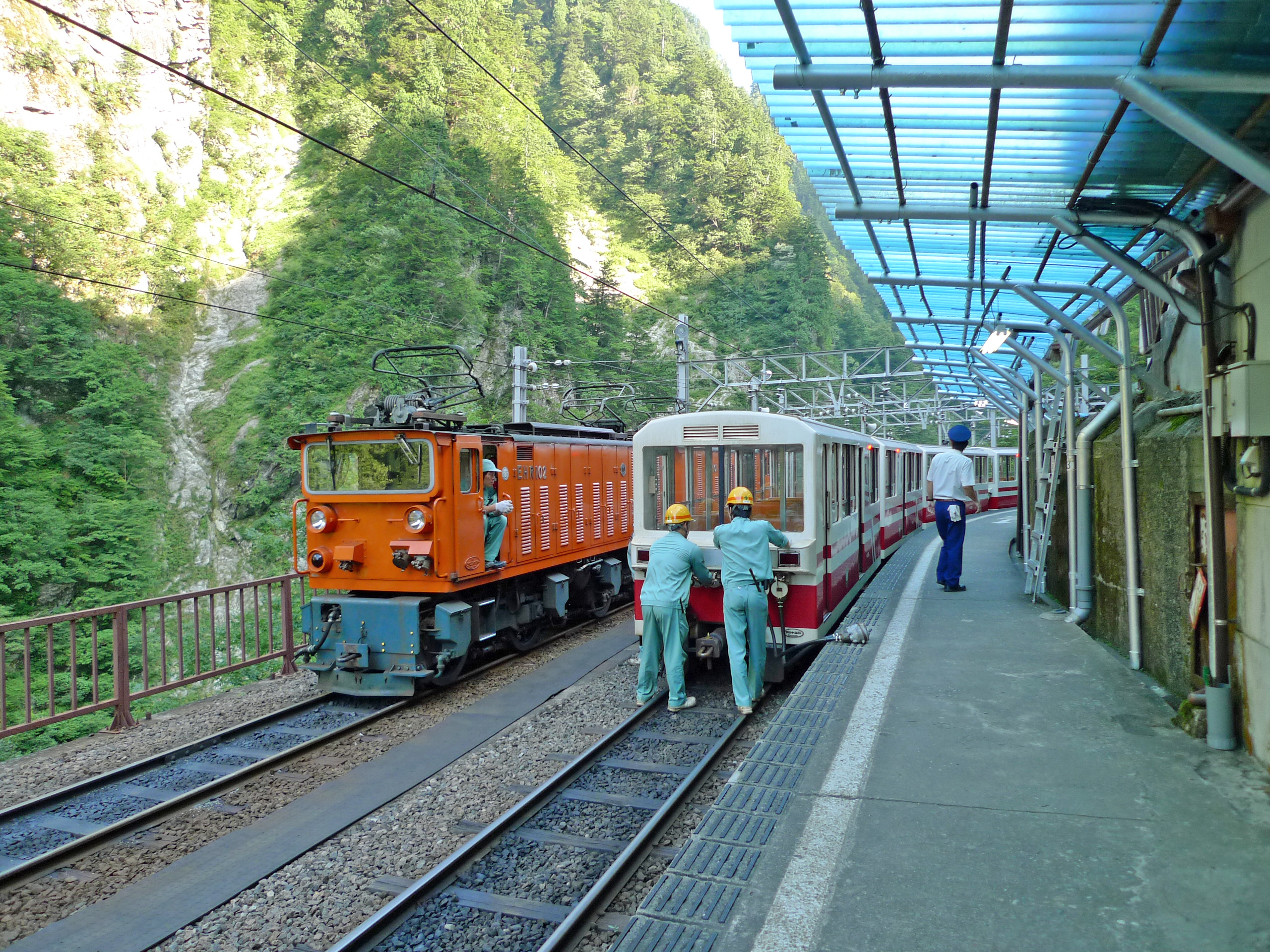
ホーム （2010年9月）
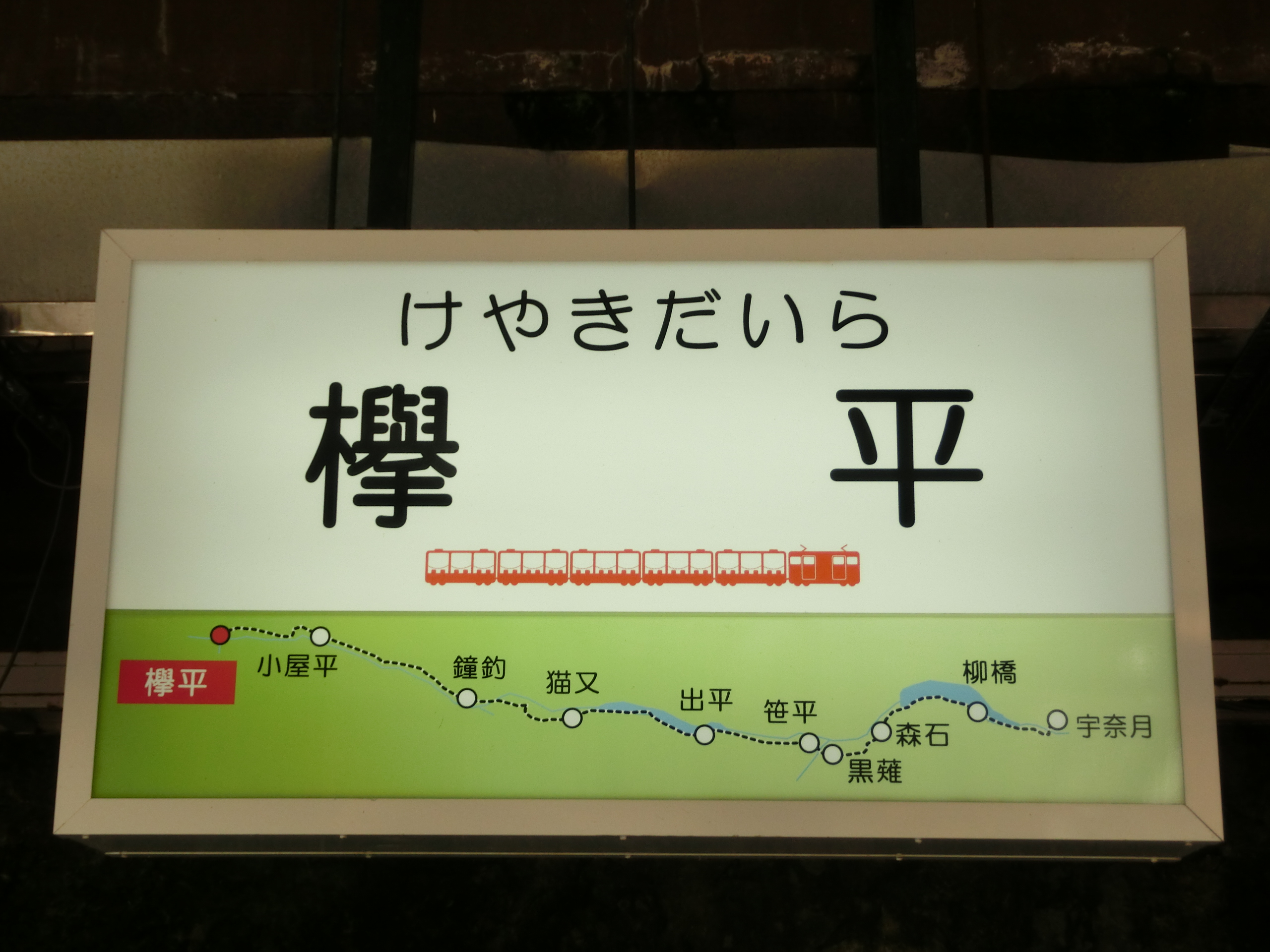
駅名標 （2019年11月）

## 駅周辺
- 宇奈月砂防出張所
- 黒部川第三発電所
- 名剣温泉[3]
- 人喰岩[3]
- 猿飛峡[3]
- 欅平ビジターセンター
- 奥鐘橋
- 水平歩道
- 猿飛温泉
- 餓鬼ノ田圃

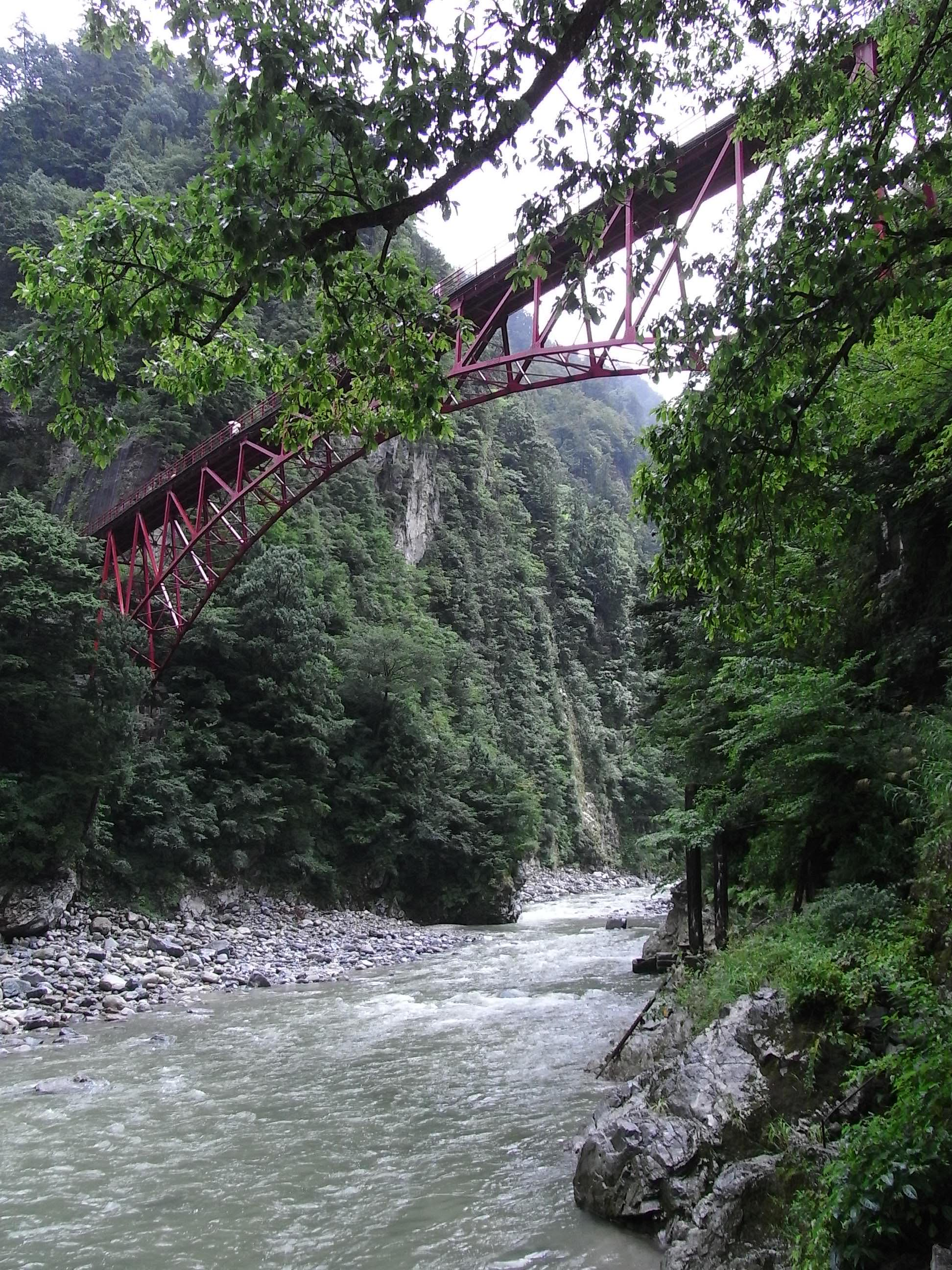
足湯から見上げる奥鐘橋
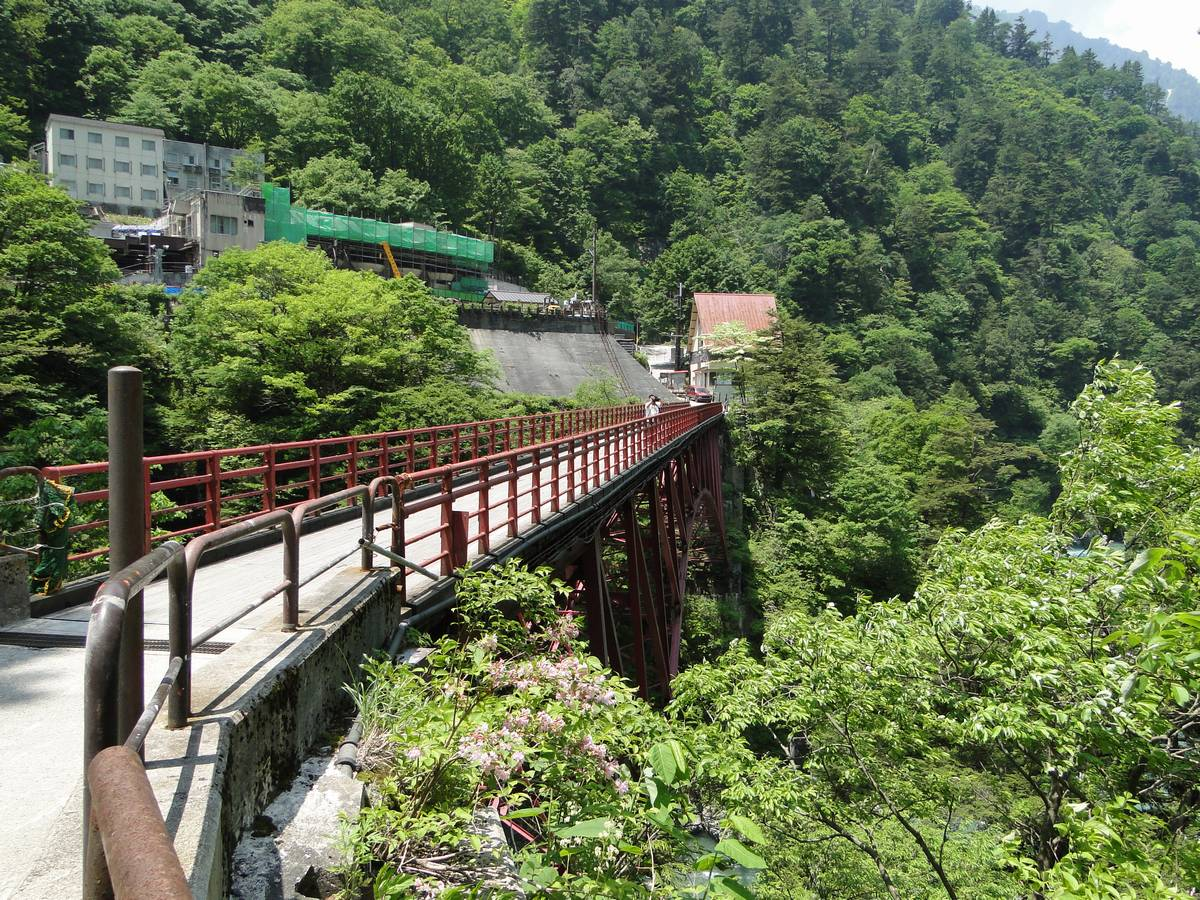
奥鐘橋から駅方面 手前、人喰岩側から
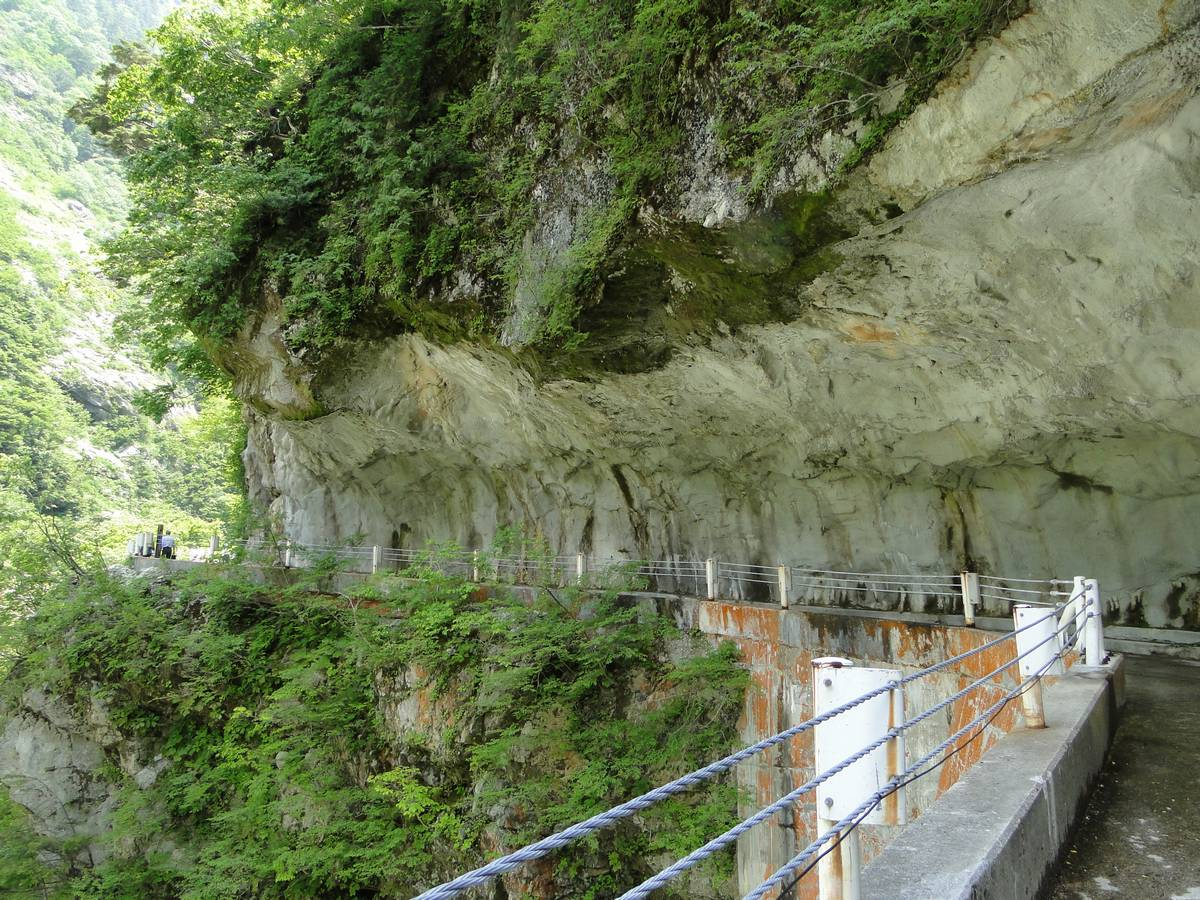
人喰岩

## 隣の駅
黒部峡谷鉄道
■本線
鐘釣駅 - 小屋平駅 - 欅平駅
小屋平駅は関西電力専用駅。
関西電力
黒部専用鉄道
欅平駅 - （欅平下部駅 - （竪坑エレベーター使用） - 欅平上部駅） - 蜆谷駅